# Верзару
Верзару (рум. Vărzaru) — село у повіті Арджеш в Румунії. Входить до складу комуни Мерішань.
Село розташоване на відстані 118 км на північний захід від Бухареста, 11 км на північний захід від Пітешть, 102 км на північний схід від Крайови, 103 км на південний захід від Брашова.

## Населення
За даними перепису населення 2002 року у селі проживали 467 осіб. Рідною мовою 463 особи (99,1%) назвали румунську.
Національний склад населення села:
| Національність | Кількість осіб | Відсоток |
| -------------- | -------------- | -------- |
| румуни         | 415            | 88,9%    |
| цигани         | 52             | 11,1%    |